# Prioniturus discurus
Prioniturus discurus е вид птица от семейство Psittaculidae.

## Разпространение
Видът е разпространен във Филипините.